# Ałtimir
Ałtimir (bułg. Алтимир) – wieś w Bułgarii, w obwodzie Wraca, w gminie Bjała Słatina. Według danych szacunkowych Ujednoliconego Systemu Ewidencji Ludności oraz Usług Administracyjnych dla Ludności, 15 czerwca 2020 roku miejscowość liczyła 1 078 mieszkańców.

## Historia
Najwcześniejsi mieszkańcy okolic wsi to ludzie prymitywni. Osiedlili się tam na początku neolitu, tworząc osadę w miejscowości Bresta, 1 km na północny zachód od dzisiejszej wsi Ałtimir. Jest to naturalnie ufortyfikowane wzgórze pośrodku równiny, otoczone od wschodu i południa bagnem. Pozostałości tej osady odkryto w 1924 roku podczas wykopalisk na trasie linii kolejowej Orjachowo–Czerwen Brjag. Znaleziono artefakty z krzemienia, kości zwierzęcych, gliny. W 1951 r. podczas wykopów pod nowo powstającą linią kolejową Wraca–Orjachowo, znaleziono jeszcze kilka kamiennych siekier i młotów, kawałki ceramiki i skrobaki krzemienne. Po najeździe rzymskim wioska stała się własnością Cesarstwa Rzymskiego. Świadczą o tym odkryte na tym terenie fundamenty rzymskiej willi rustica.

## Osoby związane z miejscowością

### Urodzeni
- Chinko Georgiew (1940–2013) – bułgarski poeta
- Bogdan Nikołow (1926–1997) – bułgarski archeolog
- Cwetko Nikołow (1929–1970) – bułgarski aktor
- Jordan Milew (1933–2019) – bułgarski pisarz